# Рока Санто Стефано
Рока Санто Стефано (итал. Rocca Santo Stefano) је насеље у Италији у округу Рим, региону Лацио.
Према процени из 2011. у насељу је живело 889 становника. Насеље се налази на надморској висини од 648 м.

## Становништво
Према резултатима пописа становништва 2011. у општини је живело 1.028 становника.
| 1931. | 1936. | 1951. | 1961. | 1971. | 1981. | 1991. | 2001. | 2011. |
| ----- | ----- | ----- | ----- | ----- | ----- | ----- | ----- | ----- |
| 1.622 | 1.611 | 1.797 | 1.486 | 1.291 | 1.086 | 1.014 | 1.009 | 1.028 |